# Reece Horner
Reece Horner es un actor australiano, más conocido por interpretar a Nat en la serie australiana Mcleod's Daughters.

## Carrera
En 2002 apareció en la película Australian Rules, donde dio vida a Mark Arks. Desde 2002 hasta 2009, interpretó a Nat, un peón de Killarney, en la exitosa serie australiana Mcleod's Daughters.
Entre 2010 y 2011, apareció en los cortometrajes Cropped y en A Tale of Obsession, donde interpretó a Devon.

## Filmografía
Películas
| Año  | Título              | Personaje | Notas                           |
| ---- | ------------------- | --------- | ------------------------------- |
| 2011 | A Tale of Obsession | Devon     | corto - Alexandra Blue          |
| 2010 | Cropped             | Keith     | corto - junto a Bridget Walters |
| 2002 | Australian Rules    | Mark Arks | -                               |

Series de televisión
| Año         | Título                 | Personaje    | Notas                                                                        |
| ----------- | ---------------------- | ------------ | ---------------------------------------------------------------------------- |
| 2010        | Illicit Drugs In Sport | Ryan Collins | -                                                                            |
| 2002 - 2009 | Mcleod's Daughters     | Nat          | 36 episodios - junto a Aaron Jeffrey, Myles Pollard & Simmone Jade Mackinnon |